# ماجد شوقى
ماجد شوقى من مواليد 1967 سياسي مصري رئيس مجلس إدارة السابق لبورصتي القاهرة والإسكندرية ( يوليو 2005 - يوليو 2010) وكان قد تولي منصب نائب رئيس مجلس الإدارة لمدة عام قبل ذلك مباشرة. مثل هيئة سوق المال كعضو مجلس إدارة البورصة لمدة ثلاث سنوات، وعمل كمساعد لوزير الاقتصاد والتجارة الخارجية لشئون أسواق المال لما يقرب من 12 عام.

## مناصب حالية
حاليا، يرأس مجلس إدارة اتحاد البورصات الإفريقية، وهو نائب رئيس مجلس إدارة اتحاد البورصات اليوروآسيوية. عضو باللجنة الاقتصادية بأمانة السياسات بالحزب الوطني الديمقراطى، وعضو لكل من مجلس إدارة شركة مصر للمقاصة، ومجلس إدارة الهيئة القومية للبريد.

## حياته العملية
حاصل على درجة الماجستير في اقتصاديات التمويل من جامعة لندن في سبتمبر 97. أصدر عدة أوراق حول حوكمة الشركات ونماذج تقلبات أسعار الأسهم. وقد شارك في العديد من الأبحاث والأوراق العلمية والتقارير والدراسات التي تم نشرها في العديد من الدوريات العالمية والإقليمية.

## وصلات خارجية
- خالد سرى صيام رئيسا للبورصة المصرية بدلا من ماجد شوقي من 15 يوليو الحالي, الدستور في 10 يوليو 2010
- وزير الاستثمار: لم تتم إقالة ماجد شوقى وتغييره جاء بناءً على طلبه, اليوم السابع في 10 يوليو 2010